# Ali Bongo
Ali-Ben Bongo Ondimba, ursprungligen Alain Bernard Bongo, född 9 februari 1959 i Brazzaville, är en gabonesisk politiker som var landets president mellan 2009 och 2023. 
Han är son till Omar Bongo, som var landets president mellan 1967 och 2009. Under faderns presidenttid var Bongo utrikesminister (1989–1991) och försvarsminister 1999–2009. 
Bongo är även vice ordförande för Gabons demokratiska parti och ställde upp som partiets kandidat i presidentvalet den 30 augusti 2009, som följde på faderns död. Enligt det officiella valresultatet vann Bongo detta val, med 42 procent av rösterna. Detta tillbakavisades dock av oppositionen och tillkännagivandet av valresultatet resulterade i upplopp med flera dödsfall. Den 7 september läste den förre premiärministern Jean Eyeghe Ndong i huvudstaden Libreville upp en protestnot, som undertecknats av sammanlagt 16 presidentkandidater, däribland Ali Bongos viktigaste motkandidater, André Mba Obame och Pierre Mamboundou.
Bongo har engagerat sig hårt för att stoppa handeln med elfenben och skydda landets skogselefanter. År 2012 lät han bland annat bränna upp närmare fem ton elfenben, som funnits i Gabons offentliga ägo eller beslag.
Ali Bongo återvaldes i landets presidentval i augusti 2023. Men efter att rösterna räknats färdigt genomfördes en militärkupp. I ett direktsänt tal i TV meddelade soldaterna att de allmänna valen avbryts och att valresultatet ogiltigförklaras, enligt franska BFMTV. Kuppen leddes av Bongos kusin Brice Oligui Nguema som senare installerades senare som interimspresident. En vecka efter kuppen godkände Oligui Nguema Bongos frigivning av hälsoskäl och sade att han var fri att lämna landet för vård. Efter frigivningen flyttade Bongo till sin privata bostad i Libreville.
I september 2024 meddelade Bongo att han drog sig tillbaka från politiken, samtidigt som han vädjade om frigivning av sin hustru och son.